# Општина Прибојени (Арђеш)
Прибојени (рум. Priboieni) општина је у Румунији у округу Арђеш.
Oпштина се налази на надморској висини од 279 m.